# Три столпа китайского католицизма

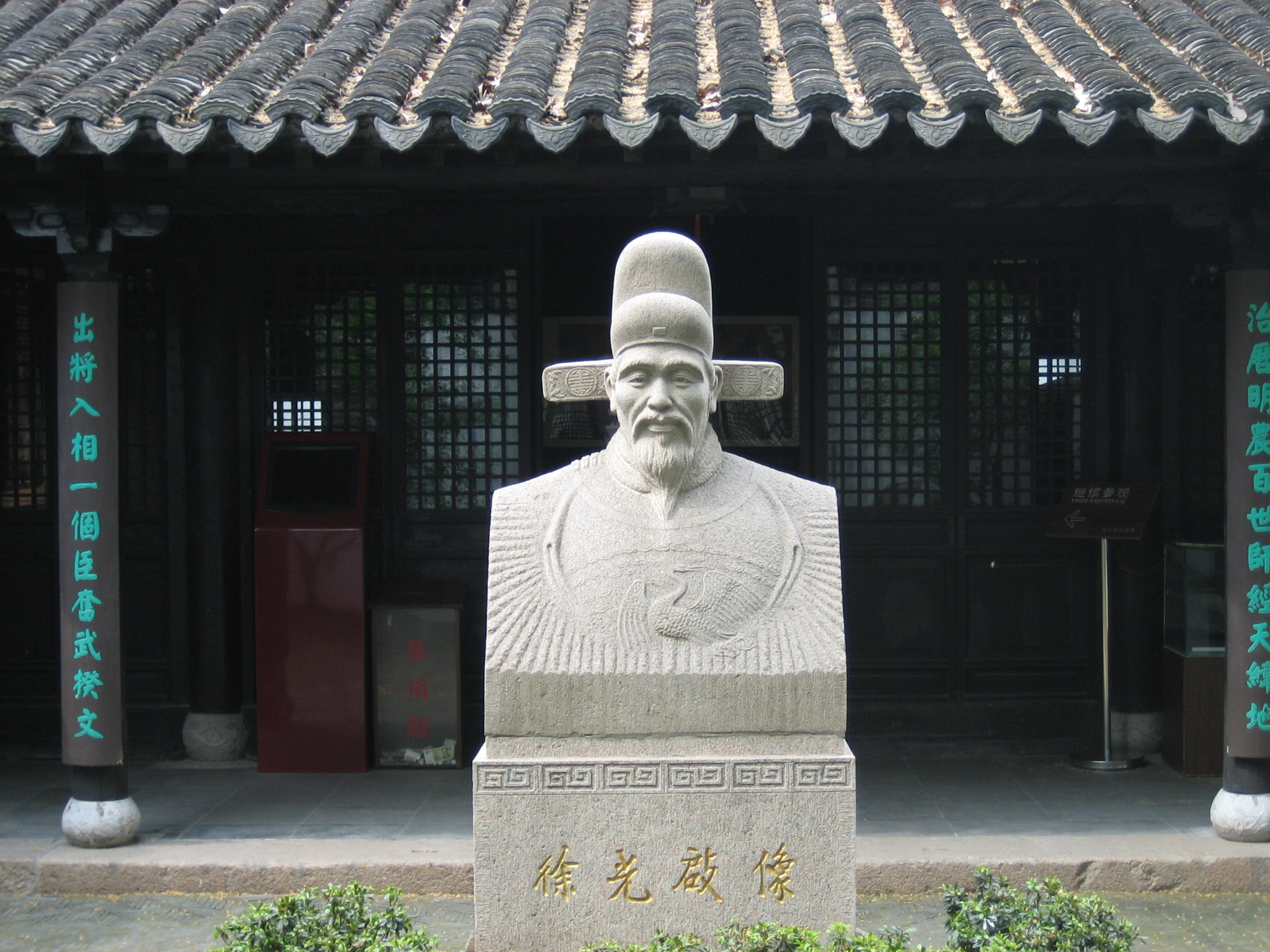
Бюст Сюй Гуанци

Три столпа китайского католицизма  (кит.  中国天主教的三大柱石) — символическое и общеупотребительное среди китайских католиков название трёх китайских высокопоставленных деятелей: Сюй Гуанци (徐光启, 1562—1633), Ли Чжицзао (李之藻, 1565—1630) и Ян Тинъюня (杨廷筠, 1557—1628), принявших католицизм и сыгравших значительную роль в становлении Римско-Католической церкви в Китае. Научная и общественная деятельность этих высокопоставленных китайцев была непосредственно связана с итальянским католическим миссионером Маттео Риччи, который занимался миссионерской деятельностью в Шанхае в конце династии Мин. Познакомившись с Маттео Риччи и заинтересовавшись европейской научной мыслью и христианством, они стали сотрудничать с иезуитами, впоследствии приняли крещение и помогали католическим миссионерам распространять католицизм среди местного населения. Эти китайские деятели переводили европейские научные и богословские сочинения, способствуя ознакомлению местного населения с европейской наукой и христианством.

## История
В 1600 году Маттео Риччи, прибывший в Китай в конце XVI века, получил разрешение от императора Ваньли проповедовать христианство в Китае. Маттео Риччи стал проповедовать католицизм среди китайских учёных, аристократии и чиновников, приспосабливая католические обряды к китайской культуре. Своими знаниями о науке и лояльным отношением к китайской культуре Маттео Риччи смог привлечь внимание Сюй Гуанци, Ли Чжицзяо и Ян Тинъюня, которые стали первыми обращёнными в католицизм из среды местной знати, своим примером привлекая других китайцев. Обращение в христианство этих высокопоставленных китайцев привело к распространению и укреплению позиций католицизма в Китае и повлияло на формирование первых католических общин в Китае.
Название «Три столпа китайского католицизма», относящееся к Сюй Гуанци, Ли Чжицзао и Ян Тинъюню, произошло по аналогии текста из послания святого апостола Павла к галатам (Гал 2,9):

«… узнав о благодати, данной мне, Иаков и Кифа и Иоанн, почитаемые столпами, подали мне и Варнаве руку общения».

## Ли Чжицзао
Ли Чжицзао родился в 1565 году. В Китае он был известен под именами Воцунь (кит. упр. 我存, пиньинь Wǒcún), Чжэньчжи (кит. упр. 振之, пиньинь Zhènzhī), 凉庵居士, 庵逸民,凉庵子, 凉叟. Ли Чжицзяо служил на государственной службе, занимая различные чиновничьи должности. В 1610 году, находясь в Пекине, Ли Чжицзао серьёзно заболел. Находясь в одиночестве, без друзей и знакомых, он познакомился с Маттео Риччи, который взял больного под свою опеку и оказал ему необходимую медицинскую помощь. Маттео Риччи познакомил Ли Чжицзао с европейской математикой и обучил его основам католицизма. Через некоторое время Ли Чжицзао принял крещение, взяв себе имя Лев. Ли Чжицзао пожертвовал Маттео Риччи 100 лянов золота для строительства церкви в Пекине. Узнав о смерти своего отца, Лев Ли Чжицзао отправился на родину в Ханчжоу, взяв с собой двух иезуитов. В Ханчжоу он вместе с Ян Тинъюнем основал первую католическую общину и принимал участие в строительстве первой католической церкви в городе.
Ли Чжицзяо умер в 1630 году.

### Сочинения
Ли Чжицзао перевёл на китайский язык множество сочинений западной науки и написал обращение к китайскому императору « Цин И Си Ян Ли Фа Дэн Шу Шу» (请译西洋历法等书疏), в котором призывал реформировать китайский календарь по западному календарю.

## Сюй Гуанци
Сюй Гуанци перевёл вместе с Маттео Риччи на китайский язык первую часть книги «Начала Евклида». Участвовал в работе над реформой китайского календаря вместе с иезуитами. Сюй Гуанци внёс значительный вклад в китайскую сельскохозяйственную науку, экспериментируя с европейскими системами орошения и методами удобрения почвы, способствуя развитию химии в Китае. При крещении взял себе имя Павел.

## Ян Тинъюнь
Ян Тинъюнь родился в 1557 году в буддийской семье. В 1582 году, в возрасте 35 лет, после сдачи экзамена поступил на государственную службу. В 1600 году он познакомился с Маттео Риччи. Долгое время Ян Тиньюнь не решался принять католицизм. В 1611 году Ян Тинъюнь сопровождал Ли Чжицзао, который в то время уже был католиком, на похороны его отца. Увидев благочестие Ли Чжицзао, он отказался от наложницы и через месяц крестился, взяв себе имя Михаил. Особое значение для обращения Ян Тинъюня стала религиозная терпимость Ли Чжицзао, который не стал выбрасывать из дома своего отца буддийские статуи и пригласил на похороны буддийского монаха. Это отношение Ли Чжицзао к китайской культуре способствовало обращению родственников Яна Тинъюня, которые ранее видели в христианстве инородную культуру. Ян Тинъюнь познакомил с основами католицизма своих друзей и родственников. Вдохновлённые примером Яна Тинъюня, католицизм приняли около ста человек, которые образовали первую католическую общину в Ханчжоу.
Другим значительным вкладом Михаила Ян Тинъюня в распространение католицизма в Китае стало финансирование миссионерской деятельности иезуитов и участие в строительстве первой католической церкви в Ханчжоу. После завершения строительства церкви Михаил Ян Тинъюнь серьёзно заболел и умер в январе 1628 года.

### Сочинения
Ян Тинъюнь перевёл на китайский язык католические молитвы и сочинения иезуитов. Он также написал следующие сочинения:
- «Тянь Ши Мин Бянь» (天释明辨 — Свет, излучаемый с небес) — попытка примирить христианство с конфуцианством;
- «Дай И Бянь» (代疑编" — Ответы на вопросы) — сочинение, отвечающее на вопросы китайцев, желающих познакомиться с католицизмом;
- «Сова и Феникс не поют вместе» — в защиту христианства против обвинений последователей конфуцианства.